# STMPD RCRDS
STMPD RCRDS (произносится как Stamped Records) — нидерландский лейбл звукозаписи, созданный диджеем и музыкальным продюсером Мартином Гарриксом в 2016 году.

## История
Впервые о том, что Мартин Гаррикс создаёт свой лейбл звукозаписи он объявил на голландском телевизионном шоу. Эта новость пришла после того, как Мартин покинул лейбл «Spinnin’ Records» 27 августа 2015 года из-за разногласий со Spinnin’ Records о правах собственности на его музыку.
После того как Мартин завершил свой диджей сет на фестивале электронной музыки «Ultra Music Festival» 18 марта 2016 года, он устроил вечеринку чтобы отпраздновать запуск собственного лейбла.

## Артисты
- AREA21 — совместный проект Мартина Гаррикса и американского рэпера Maejor[6]
- Aspyer
- BADFLITE[7]
- Banx & Ranx
- Bart B More
- Blinders[8]
- Brooks[9]
- Caius
- DAN+MIN
- Cazztek
- Cesqeaux
- CLiQ
- CMC$[10]
- Crossnaders
- David Guetta
- Dillon Francis
- Don Diablo
- DubVision[11]
- Dyro
- Dzeko
- EAUXMAR
- Emmanuele Esposito
- Hawksburn
- GRINY
- HL:DR
- Gianni Romano
- Goja
- GRX
- Holy Goof
- Ibranovski
- Infuze
- Jebu
- Julian Jordan[12]
- Junior Sanchez
- Justin Mylo[13]
- KEV
- LOOPERS[14]
- Magnificence
- Martin Garrix[15]
- Matisse & Sadko[16]
- MYRNE
- Nicky Romero
- Osrin
- Pierce Fulton
- Promise Land
- Propane
- Raiden[11]
- Ralph Felix
- Seth Hills
- Silque
- SlVR
- Syn Cole
- Taska Black
- Todd Helder[17]
- Tom Martin
- TV Noise[18]
- Twopauz
- VAN DUO
- Will K

#### Бывшиe
- Alpharock[12]
- Antoine Delvig
- Araatan
- Arty[19]
- Bad Decisions[20]
- Bali Bandits
- Bijou
- BLR
- Bougenvilla
- BLR
- CADE
- Codes[21]
- Conro[14]
- Crash Land
- Curbi
- DallasK
- Damien N-Drix
- Disero[22]
- FANNYPACK
- Focus Fire
- Florian Picasso
- Funkin Matt
- Gigamesh
- GOLDHOUSE
- Jay Hardway
- Joe Mason
- Julien Earle
- King Arthur
- Kohen
- Kulkid
- LIONE[23]
- Lontalius
- LOUD LUXURY
- Madison Mars
- Medasin
- Mesto
- Michael Amani
- Pierce
- Rootkit
- Roses
- Sacha Robotti
- Salvatore Ganacci[24]
- Slashtaq
- Snavs
- The Him
- Third Party[25]
- Vintage Culture
- Ye.
- Zonderling
- 2Scoops